# Charles Léopold Laurillard

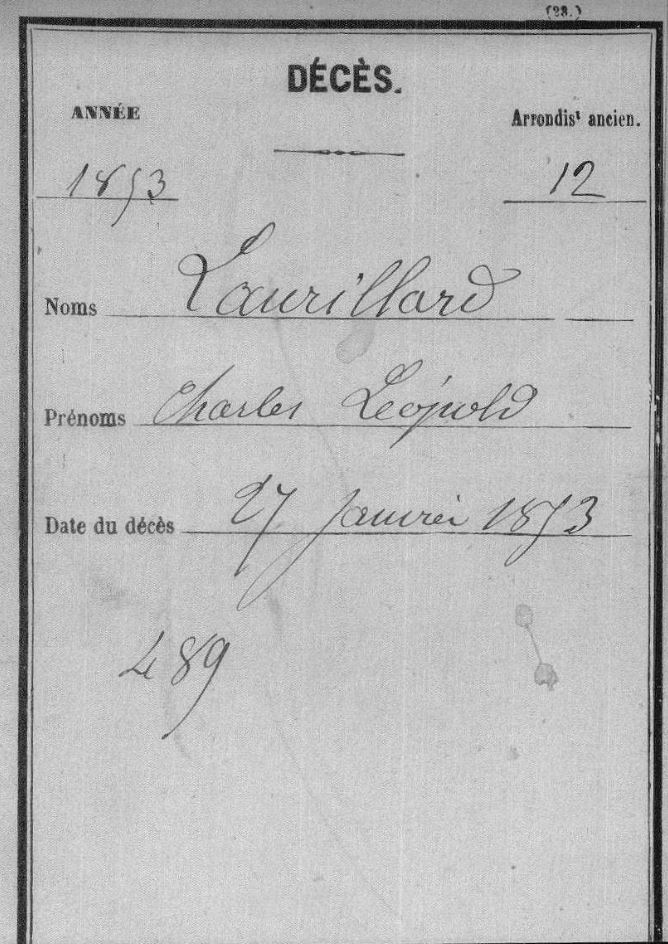
Todeseintrag Charles Léopold Laurillard im 12. Arrondissement, Paris

Charles Léopold Laurillard (* 21. Januar 1783 in Montbéliard; † 27. Januar 1853 im 12. Arrondissement in Paris) war ein französischer Zoologe und Paläontologe. Bekannt ist er vor allem durch seine Tätigkeit mit Georges Cuvier, als dessen Privatsekretär und Zeichner er auch diverse Tierarten und -gattungen beschrieb. Des Weiteren war er über 30 Jahre lang dessen Begleiter auf Reisen durch Europa und nach Afrika.

## Leben
Charles Léopold Laurillard wurde am 21. Januar 1783 in der ostfranzösischen Stadt Montbéliard, unweit der Grenze zur Schweiz, als Sohn des Strumpfmachers und Schulmeisters Charles Jérémie Laurillard und dessen Gemahlin Charlotte Vurpillot geboren. Als er 13 Jahre alt war, verstarb sein Vater und er führte, obwohl noch sehr jung und aus bescheidenen Haushalt kommend, die Lehren seines Vaters fort und unterrichtete selbst noch in jungen Jahren die Kinder der reichen Familien von Montbéliard. Bemerkenswert war dabei vor allem sein Geschick im Zeichnen und der Lernarchitektur.
Im Jahre 1803, mittlerweile 20-jährig, kam er in die Hauptstadt Paris, wo er anfangs mit dem akademischen Maler Jean-Baptiste Regnault zusammenarbeitete, ehe er im darauffolgenden Jahr auf Frédéric Cuvier, Bruder von Georges Cuvier und selbst Zoologe, sowie Paläontologe, traf. Dieser machte ihn mit seinem Bruder bekannt, der ihn in weiterer Folge als persönlichen Sekretär einstellte und mit ihm vor allem als Zeichner zusammenarbeitete. Erstmals trafen sie sich dabei in Straßburg.
Es wird gesagt, dass Georges Cuvier anfänglich Skepsis über die Fähigkeiten Laurillards zeigte und ihn zu Beginn auf die Probe stellte, als er ihm das Gebein eines unbekannten Tieres vorlegte, das Laurillard jedoch so perfekt beschrieb, dass ihm Cuvier umgehend die Stelle als sein Assistent und Sekretär anbot. In den folgenden knapp 30 Jahren begleitete er Georges Cuvier, der mitunter als wissenschaftlicher Begründer der Paläontologie gilt, auf all seinen Reisen durch Europa und nach Afrika und beschrieb in dieser Zeit selbst diverse Tierarten und -gattungen.
Als Cuvier, der wie Laurillard ebenfalls aus Montbéliard stammte, 1831 in Paris starb, führte Laurillard, der selbst nie geheiratet hatte, seine Arbeit am Muséum national d’histoire naturelle in Paris fort. Vor allem ab dieser Zeit beschrieb er viele verschiedene Tierarten, darunter die Mendesantilope (1841), sowie die Oribis (1842) oder die ausgestorbene Gattung der Eurohippus (1849) und die Aceratherium-Art Aceratherium simorrense (zusammen mit Édouard Armand Lartet, 1848).
In den letzten Jahren vor seinem Tod arbeitete er anfangs im Gefolge der Witwe des verstorbenen Cuvier, später auch unter der Führung von Sophie Duvaucel, dessen 1789 geborenen Tochter, die unter anderem mit dem französischen Schriftsteller, Militär und Politiker Stendhal befreundet war. Während seiner aktiven Zeit schrieb er auch zahlreiche Arbeiten betreffend der vergleichenden Anatomie, die erst Georges Cuvier zu einer Forschungsdisziplin gemacht hatte. Im Jahre 1853 verstarb der stets bescheidene, aber für seine wissenschaftliche Kompetenz von seinen Kollegen anerkannte Laurillard 70-jährig in Paris.
Pierre Abraham Lorillard, der Gründer der von 1760 bis 2015 bestehenden Lorillard Tobacco Company, war ein Cousin von Charles Léopold Laurillards Vater. Nachdem er im Jahre 1755 während des siebenjährigen Krieges in die heutigen Vereinigten Staaten ausgewandert war, gründete er dort 1760 im Alter von 18 Jahren eine Tabakfabrik. Im Jahre 1962, um das 200-jährige Jubiläum der Firma, finanzierten die Nachfahren der beiden die Renovierung eines Raumes im Château de Montbéliard.
Von der Société d’Émulation de Montbéliard wurde im Jahre 2012 ein von Claude Cardot geschriebenes 378-seitiges Buch mit dem Titel Charles Léopold Laurillard 1783–1853: De l’ombre à la lumière dans le sillage de Cuvier herausgebracht.